# باده ۱۵۰۱
سیارک ۱۵۰۱ (به انگلیسی: 1501 Baade، نامگذاری:1938UJ) هزار و پانصد و یکمین سیارک کشف شده‌است که در ۲۰ اکتبر ۱۹۳۸ کشف شد.
قدر مطلق سیارک برابر ۱۲٫۱۰ است.